# Михайловский, Максим Михайлович
Максим Михайлович Михайловский (род. 24 июля 1969 года) — советский и российский хоккеист, заслуженный мастер спорта России.

## Карьера
Воспитанник спартаковской школы тренера Евгения Зимина. В ЦСКА дебютировал в сезоне 1988/89 года. Привлекаясь в молодёжную сборную СССР, стал чемпионом мира. Уже в следующем сезоне провёл основную часть игр команды. В составе команды стал дважды вице-чемпионом страны.
В 1993 году выехал за океан. Выступал в игравшей в колониальной хоккейной лиге команде из Детройта «Детройт Фэлконс». Кроме 57 игр в колониальной лиге провёл 5 игр в AHL за «Адирондак Ред Уингз».
Вернувшись в Россию, выступал за ЦСКА. В сезоне 1997/98 пробовал свои силы в магнитогорской команде, но не выдержал конкуренции и вернулся в состав армейцев. Позже два сезона выступал за «Ладу». В 2006 году Максим завершил карьеру.
Привлекался в сборную на 4 чемпионата мира (1992, 1993, 1996, 1997). На победном турнире в 1993 году сыграл 1 матч против сборной Австрии и стал заслуженным мастером спорта России.

## Награды
- Чемпион мира среди молодёжи 1989
- Серебряный призёр чемпионата СССР 1990.
- Обладатель Кубка Европы 1990.
- Серебряный призёр чемпионата СНГ 1992.
- Чемпион мира 1993.
- Лучший вратарь Колониальной хоккейной лиги 1995.
- Серебряный призёр чемпионата России 1998.
- Обладатель Кубка России 1998.
- Бронзовый призёр чемпионата России 2003.
- Обладатель приза «Золотой шлем» 2003.